# Enrique de Saavedra, 4:e hertig av Rivas
Enrique Ramirez de Saavedra, 4:e hertig av Rivas, född den 13 september 1828, död den 7 november 1914, var en spansk skald och politiker, son till Ángel de Saavedra, 3:e hertig av Rivas.
Rivas uppträdde tidigt som skald och invaldes 1864 i Spanska akademien. Han var senator på livstid, var en tid spansk envoyé i Rom, tog avsked 1868 och bosatte sig i Paris, varifrån han åtföljde Alfonso XII tillbaka till Spanien, där han sedan uteslutande ägnade sig åt litterär verksamhet.
I bunden form utgav han ett band Poesías (1889), innehållande Impresiones y fantasías, Recuerdos, Hojas de álbum, Romances, legenden La hija de Alimenón och Juramentos de amor, samt på prosa La crónica de Hixem II, Historia novelescas, Discursos, cartas y otro escritos (1904), Nuevos cuadros de la fantasia med mera.